# Pinball Wizard
Pinball Wizard (englisch; „Flipper-Magier“) ist ein Song der britischen Rockgruppe The Who aus dem Jahr 1969, den deren Gitarrist Pete Townshend geschrieben hat. Er ist Bestandteil der Rockoper Tommy, bei deren gleichnamiger Verfilmung Elton John die Rolle und den Gesang übernahm.

## Entstehung
Pete Townshend konzipierte Tommy als Rockoper, die sowohl inhaltlich durch eine dramaturgisch durchkomponierte Handlung als auch musikalisch durch das Wiederaufgreifen bestimmter Themen einem Gesamtkonzept folgt. Die ursprünglich der Mod-Kultur entstammende Rockgruppe The Who und ihr kreativer Kopf Townshend versuchten mit dem Album, sich als internationale Pop-Größen zu etablieren, indem sie ihre Musik genre- und medienübergreifend gestalteten. Es spielte unter der Leitung von Kit Lambert am 7. Februar 1969 Townshend an der E- und an der Westerngitarre, John Entwistle am Bass, Keith Moon am Schlagzeug. Roger Daltrey übernahm den Gesang und wurde teilweise von Townshend unterstützt.
Laut Townshend entstand Pinball Wizard als Versuch, den Musikjournalisten Nik Cohn zu einer besseren Kritik für das Album Tommy zu bewegen. Cohn hatte nach dem Anhören einer Vorabversion das Album zwar als ziemlich gut, aber zu todernst und humorlos bezeichnet. Die Figur des Tommy als Guru erschien ihm außerdem überholt. Townshend versuchte, dem wenig begeisterten Cohn zu erklären, dass Tommy mehr eine Art göttlicher Musiker sei, der Schwingungen als Musik wahrnimmt. Cohn meinte, er würde dem Album vier von fünf Sternen geben. Schließlich fragte Townshend, der wusste, dass Cohn ein Flipperfan war und gerade an einem Roman über eine junge Flipperspielerin arbeitete, wie die Sache aussähe, wenn Tommy ein Flipperchampion wäre und er deshalb so viele Anhänger hätte. Cohn antwortete, dass es dann fünf Sterne und einen Extraball geben würde. Am nächsten Tag schrieb Townshend das Stück und nahm eine Demoversion in seinem Heimstudio auf. Um die Gesamtgeschichte schlüssig zu halten, wurde bei einigen Liedern der Text angepasst, um auf das Flipper-Thema zu verweisen.

## Musikalischer Aufbau
Der Song verweist mit einem auf der Westerngitarre eingespielten Intro auf das Eingangstück der Rockoper Overture. Durch einen akustischen Wechsel zwischen den beiden Kanälen wird ein Stereo-Effekt erzeugt. Im zweiten Intro-Teil erklingt ein vom Rhythmusgitarristen gespielter Groove, wobei ein Akzent jeweils um drei Sechzehntelnoten verschoben wird. Intro und erste Strophe beginnen auf einem tonalen Zentrum in H, welches in einer Sequenz um drei Ganztöne und über einen Halbtonschritt auf die Dominante Fis absteigt. Alle Stufen werden zuerst mit Quartvorhalt (sus4) angeschlagen und dann in Dur aufgelöst. Die die Powerchords im Refrain-Teil (Chorus) unterstützende E-Gitarre erzeugt durch ihren kurzen Wechsel von der Untersekunde auf den Grundton eine pompöse Gestik. Bass und Gesang setzen parallel ein. Die E-Gitarre übernimmt in der folgenden, instrumentalen Bridge über den Akkorden H, A, D und E die dominante Rolle und festigt den rockigen Höreindruck. Der nach Wiederholung der Kombination aus Strophe und Bridge einsetzende Refrain spielt drei Mal die Kadenz über Dominante, Subdominante und Tonika, wechselt dann aber zwischen G und D. Eine weitere Bridge greift D auf und kündigt so einen Wechsel des harmonischen Zentrums des Songs von H auf D an: Der nochmals auf Hsus beginnenden dritten Strophe und dem Refrain folgt die vierte Strophe in D-Dur, bevor der Song auf einem kurzen, die zweite Bridge andeutenden Outro, ausfadet.

## Inhalt
Der Ich-Erzähler stellt sich als begeisterter Flipper-Spieler vor, der seit seiner Kindheit spielt und es zu großer Fertigkeit am Automaten gebracht hat. Nun ist er erstaunt über Tommy, der als Taubblinder das Spiel besser zu beherrschen scheint, als er selbst. Er beschreibt Tommys Eigenheiten beim Spiel, seine konzentrierte Ruhe und seine scheinbare Verbundenheit mit der Maschine. Auch Tommys Anhängerschaft, die ihn wie einen Messias verehrt, kommt zur Sprache. In der Bridge wechselt der Song aus der Erzähl- in eine Dialogform, in der das Frage-und-Antwort-Spiel zweier Vokalisten (im Original Daltrey und Townshend) dem Erstaunen zusätzliche Authentizität verleiht. Die Unterlegenheit des Erzählers wird eindeutig festgestellt, und Tommy als der wahre Pinball-Wizard erkannt.

## Veröffentlichungen
Pinball Wizard wurde am 7. März 1969 im Vereinigten Königreich auf Track Record 59262 als Single zusammen mit Keith Moons Instrumentalkomposition Dogs, Part Two veröffentlicht. In den USA erfolgte die Ausgabe auf Decca Records unter der Nummer 732465. Es folgte in beiden Ländern das Konzeptalbum Tommy als Doppel-LP, deren dritter Track auf der dritten Seite Pinball Wizard ist.

## Coverversionen
Ken Russell adaptierte 1975 die Geschichte von Tommy im gleichnamigen Film, für den Elton John die Rolle des Pinball Wizards übernahm. Während die anderen Stücke des Musikfilms von den The-Who-Musikern und einigen bekannten Studiomusikern eingespielt wurden, nutzte Elton John seine eigene Band mit Ray Cooper als Perkussionisten, Davey Johnstone an den Gitarren, Dee Murray am Bass und Nigel Olsson am Schlagzeug. Das Intro der Westerngitarre und die dominante Gitarrenbegleitung der Strophen ersetzte der Pianist John durch sein eigenes Klavierspiel. Aus dem zugehörigen Soundtrack wurde Pinball Wizard als Single ausgekoppelt und erreichte Platz sieben der amerikanischen Charts. Mindestens 22 weitere Coverversionen sind bekannt, darunter die Aufnahmen von Rod Stewart und Petula Clark sowie Live-Versionen von Genesis und den Kaiser Chiefs.

## Bedeutung, Kritik und Erfolg
Pete Townshend urteilte über Pinball Wizard, es sei das unbeholfenste Stück, das er je geschrieben habe. Dennoch handelt es sich um eines der bekanntesten Stücke der Band, deren künstlerischer Fokus allerdings nicht auf dem Format Single, sondern auf dem Album als Gesamtkunstwerk lag. Die Kanonisierung der Rockmusik folgt dieser Eigeneinschätzung und bespricht oftmals die Rockoper als Ganzes.